# Olympische Winterspiele 1992/Teilnehmer (Island)
| Gelbes Symbol für Goldmedaillen mit stilisierten Olympischen Ringen | Graues Symbol für Silbermedaillen mit stilisierten Olympischen Ringen | Braundes Symbol für Bronzemedaillen mit stilisierten Olympischen Ringen |
| ------------------------------------------------------------------- | --------------------------------------------------------------------- | ----------------------------------------------------------------------- |
| —                                                                   | —                                                                     | —                                                                       |

Island nahm an den Olympischen Winterspielen 1992 im französischen Albertville mit einer Delegation von fünf Athleten in zwei Disziplinen teil, davon vier Männer und eine Frau. Ein Medaillengewinn gelang keinem der Athleten.
Fahnenträgerin bei der Eröffnungsfeier war die Skirennläuferin Ásta Halldórsdóttir.

## Teilnehmer nach Sportarten

### Ski Alpin
Männer
- Kristinn Björnsson
Super-G: 43. Platz (1:17,89 min)
Riesenslalom: Rennen nicht beendet
Slalom: Rennen nicht beendet

- Örnólfur Valdimarsson
Super-G: 51. Platz (1:20,64 min)
Riesenslalom: 44. Platz (2:25,02 min)
Slalom: 35. Platz (1:56,48 min)

Frauen
- Ásta Halldórsdóttir
Riesenslalom: 30. Platz (2:30,03 min)
Slalom: 27. Platz (1:42,74 min)

### Skilanglauf
Männer
- Haukur Eiríksson
10 km klassisch: 81. Platz (34:52,6 min)
15 km Verfolgung: 80. Platz (53:40,3 min)
30 km klassisch: Rennen nicht beendet

- Rögnvaldur Ingþórsson
10 km klassisch: 59. Platz (32:04,6 min)
15 km Verfolgung: 66. Platz (47:48,8 min)
30 km klassisch: 69. Platz (1:39:23,9 h)
50 km Freistil: 54. Platz (2:25:16,9 h)